# Green–Tao-tétel
A Green–Tao-tétel Ben Green és Terence Tao nagy port felvert számelméleti eredménye.
A tétel szerint, ha A egy olyan prímszámokból álló halmaz, aminek relatív sűrűsége pozitív, azaz van olyan c pozitív valós szám, hogy végtelen sok x számra A x-ig legalább a prímszámok c-edrészét tartalmazza, akkor A-ban van tetszőlegesen hosszú számtani sorozat. Már az az állítás, hogy van tetszőlegesen hosszú, prímekből álló számtani sorozat, a számelmélet egy régi, nevezetes problémáját oldja meg.

## Története
A számelmélet e nevezetes sejtése tulajdonképpen egyik matematikus nevéhez sem fűződik. Feltehetően már Joseph Louis Lagrange és Edward Waring felvetette 1770-ben, amikor azt vizsgálták, egy n hosszúságú, prímszámokból álló számtani sorozat differenciája mekkora lehet.
Vinogradov Goldbach-sejtéssel kapcsolatos nevezetes tételének módszerét alkalmazva igazolta Johannes van der Corput és Theodor Estermann, hogy végtelen sok, prímekből álló, háromtagú számtani sorozat létezik. A továbblépés már nagyon nehéz volt: csak 1981-ben igazolta Roger Heath-Brown, hogy van végtelen sok négytagú számtani sorozat, amiben van három prímszám és a negyedik tagja legfeljebb két prímszám szorzata. Egy másik irányban Balog Antal 1992-ben bebizonyította hogy minden k-ra van k prímszám, {\displaystyle p_{1},\dots ,p_{k}}, hogy a {\displaystyle (p_{i}+p_{j})/2} átlagok ({\displaystyle 1\leq i<j\leq k}) különböző prímszámok. Ebből és abból, hogy minden {\displaystyle n\geq 3}, {\displaystyle n\neq 6} értékre van két ortogonális latin négyzet, már következik, hogy minden {\displaystyle n\geq 3}-ra van csupa különböző prímből álló {\displaystyle n\times n}-es bűvös négyzet.
Green és Tao 2004-ben igazolta nevezetes tételét abban a sokkal erősebb formában, hogy minden olyan prímszámokból álló A halmaz tartalmaz tetszőleges hosszúságú számtani sorozatot, aminek pozitív a relatív sűrűsége, azaz {\displaystyle \lim \inf A(x)/\pi (x)>0} ahol A(x) az a halmaz x-nél kisebb tagjainak száma, {\displaystyle \pi (x)} pedig a prímek száma x-ig.
A tételt 2006-ban Tao és Tamar Ziegler kiterjesztette polinomérték-különbségű sorozatokra. Azt bizonyították tehát, hogy ha {\displaystyle p_{1}(x),\dots ,p_{k}(x)} egész együtthatós, 0 konstans taggal rendelkező polinomok, akkor van végtelen sok olyan egész {\displaystyle (a,b)} számpár, hogy {\displaystyle a+p_{1}(b),\dots ,a+p_{k}(b)} valamennyien prímek.
2007-ben Tao igazolta a Gauss-prímekre vonatkozó állítást: ha {\displaystyle b_{1},\dots ,b_{k}} Gauss-egészek, akkor van {\displaystyle r} pozitív egész szám és a Gauss-egész, hogy {\displaystyle a+rb_{1},\dots ,a+rb_{k}} valamennyien Gauss-prímek.

## Green-Tao-tétel a művészetben

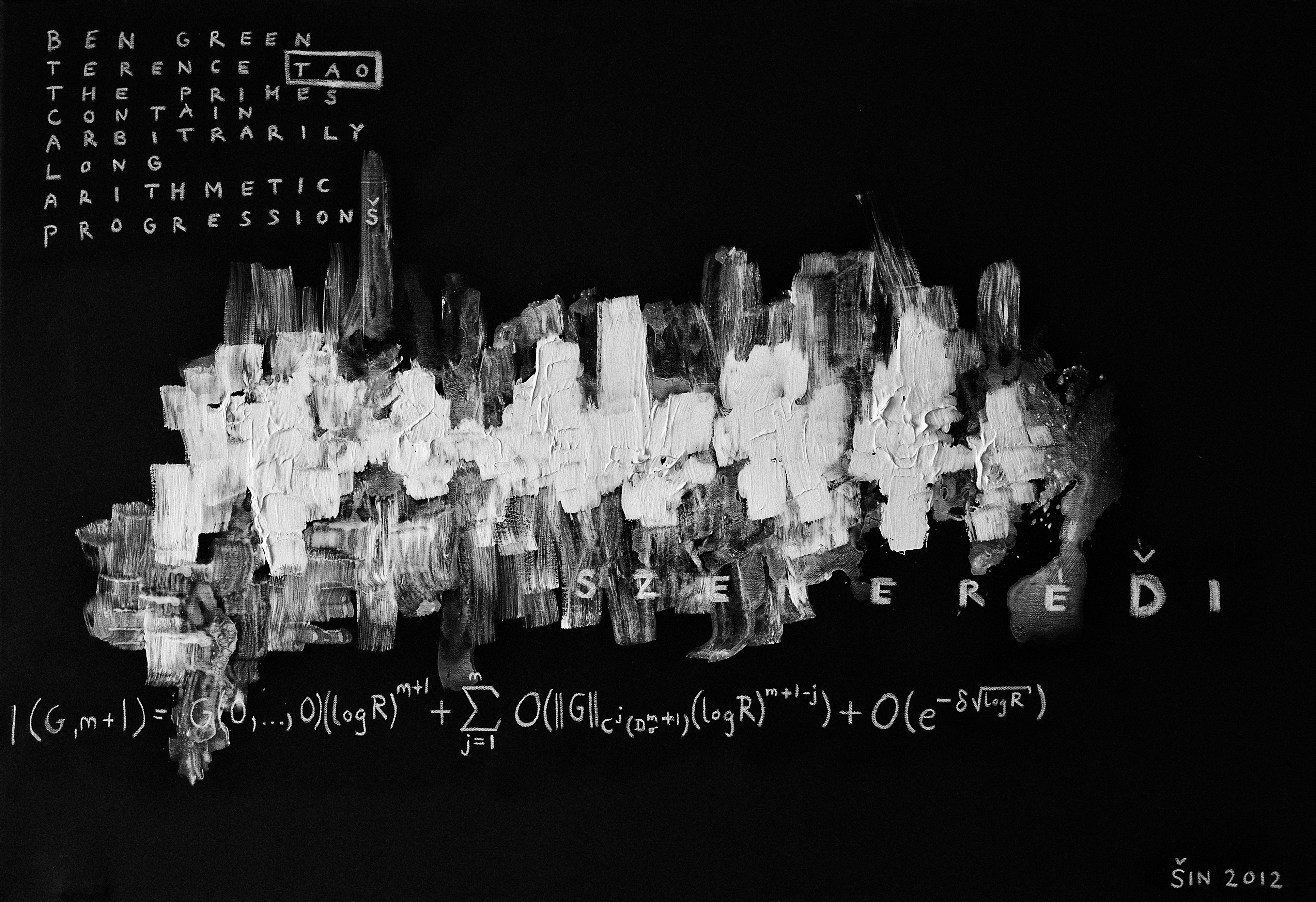
Sin Oliver, Green-Tao Theorem with Endre Szemeredi, 2012
Modessqe Collection

Sin Oliver 2012-es Green-Tao Theorem with Endre Szemeredi című festménye a tétel egy vizuális absztrakciója.